# Lâu đài Sonnenberg

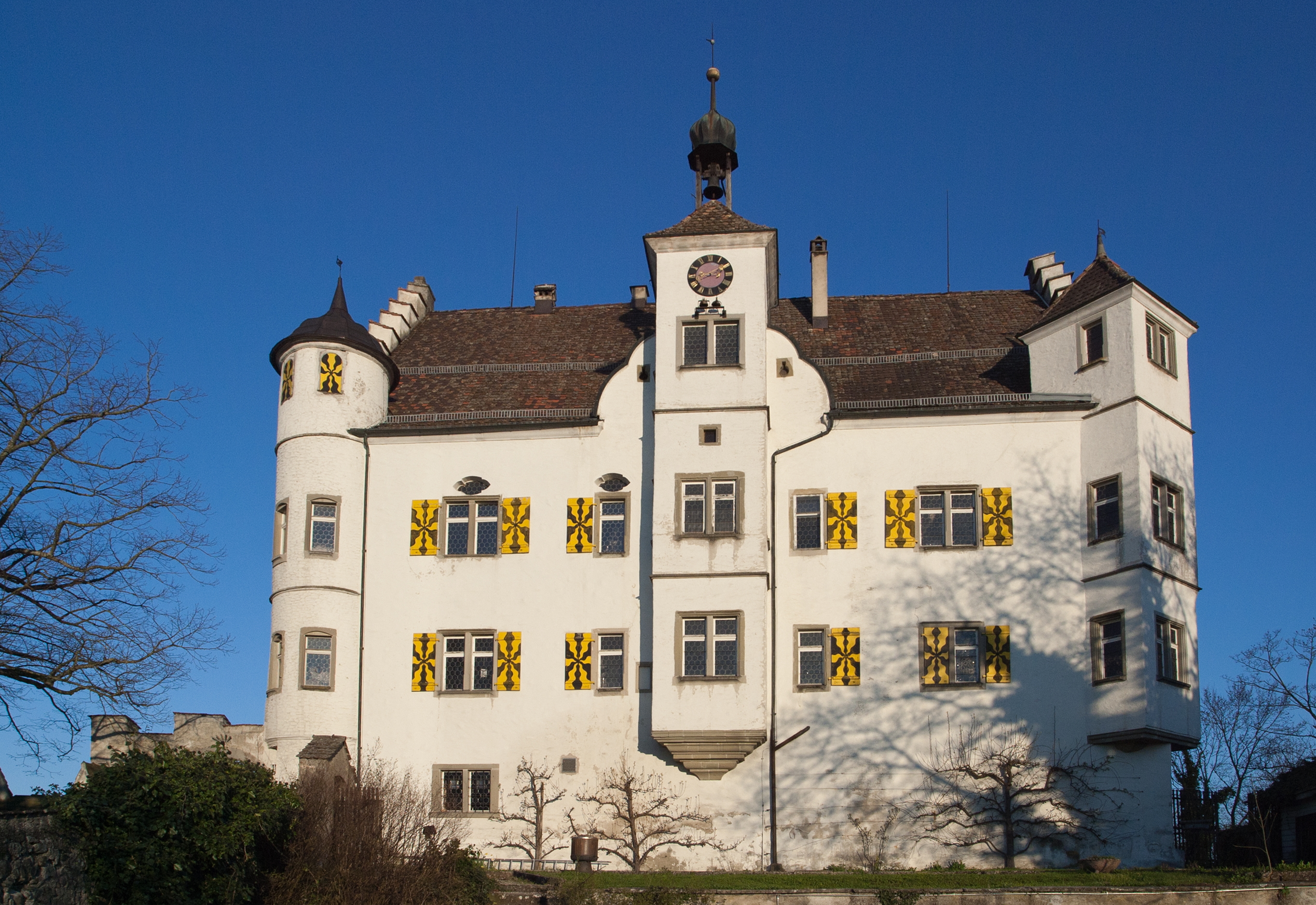
Lâu đài Sonnenberg

Lâu đài Sonnenberg là một lâu đài ở đô thị Stettfurt thuộc bang Thurgau của Thụy Sĩ. Đây là một di sản có ý nghĩa quốc gia của Thụy Sĩ.
Lâu đài nằm trên sườn Immenberg ở độ cao 649 mét (2.129 ft).